# Schaijk
Schaijk (dialect: Schojk) is een dorp in de Nederlandse gemeente Maashorst, provincie Noord-Brabant. Schaijk is gelegen in het noordoosten van Noord-Brabant. Op 1 januari 2023 telde het dorp 7.360 inwoners, verdeeld over 3.007 woningen, met een gemiddelde WOZ-waarde van € 433.000, op een oppervlakte van 30,56 km².

## Toponymie
De naam Schaijk werd vroeger gespeld als Scaeywijc, Scadewic of Schadewijk. Het woord wijk betekent: nederzetting. Sche of scha betekent bos (zoals in bijvoorbeeld Appelscha), het betrof hier de griendgronden (wilgenbossen) langs het inundatiegebied van de Maas. Scha zou ook kunnen komen van schaat of schoot, een afgepaald stuk land (zoals in Oirschot, Elschot etc.). De interpretaties schaduw en schade (die zou zijn ontstaan doordat men de eerste jaren van ontginning alleen maar bemesten moest) zijn vormen van volksetymologie achteraf.
De naam Schaijk komt ook elders voor: in de Alblasserwaard liggen Oud- en Nieuw-Schaik.

## Geschiedenis

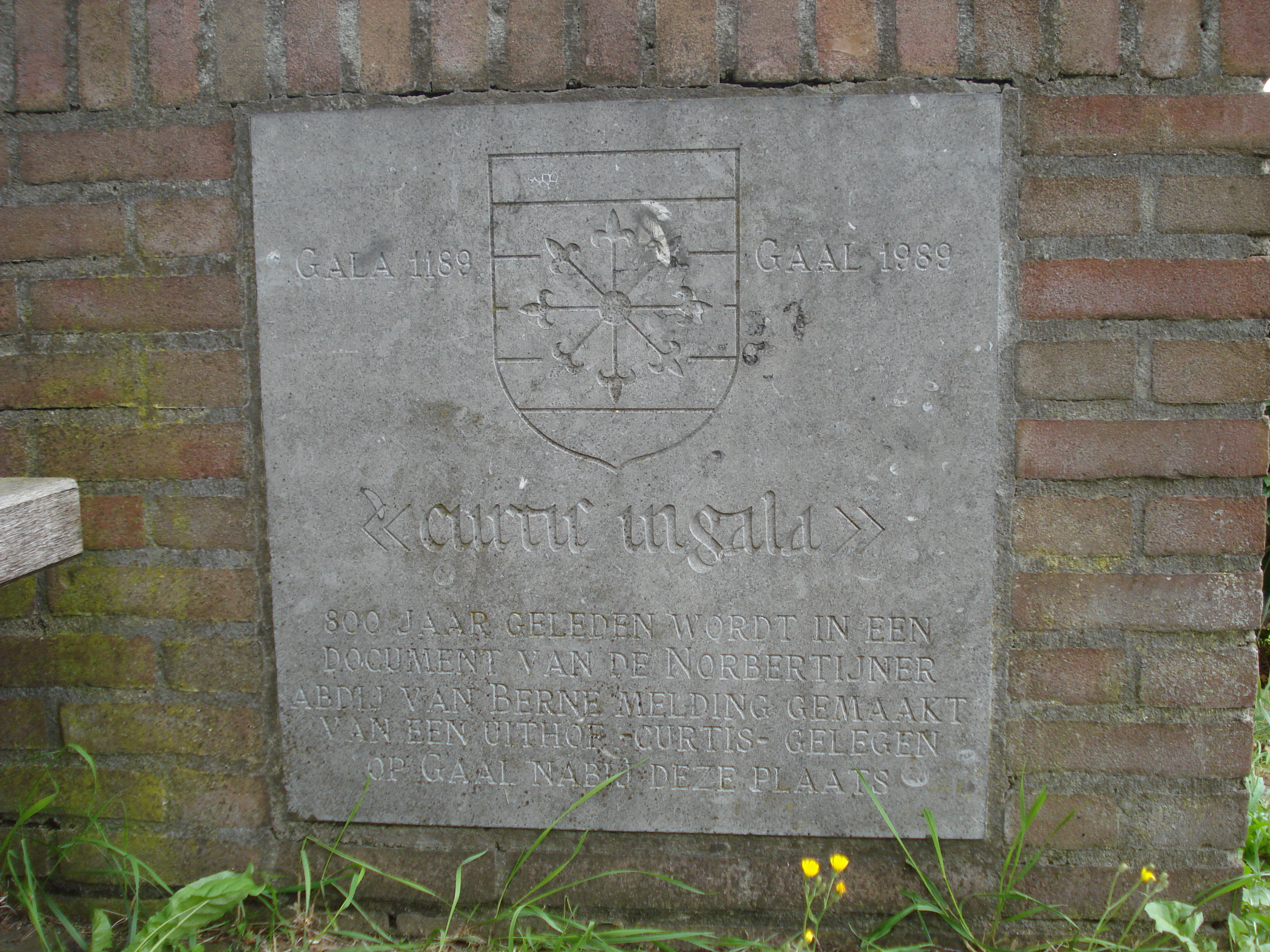
Gedenksteen stichting nederzetting Gala - Gaal door de abdij van Berne, 1189.

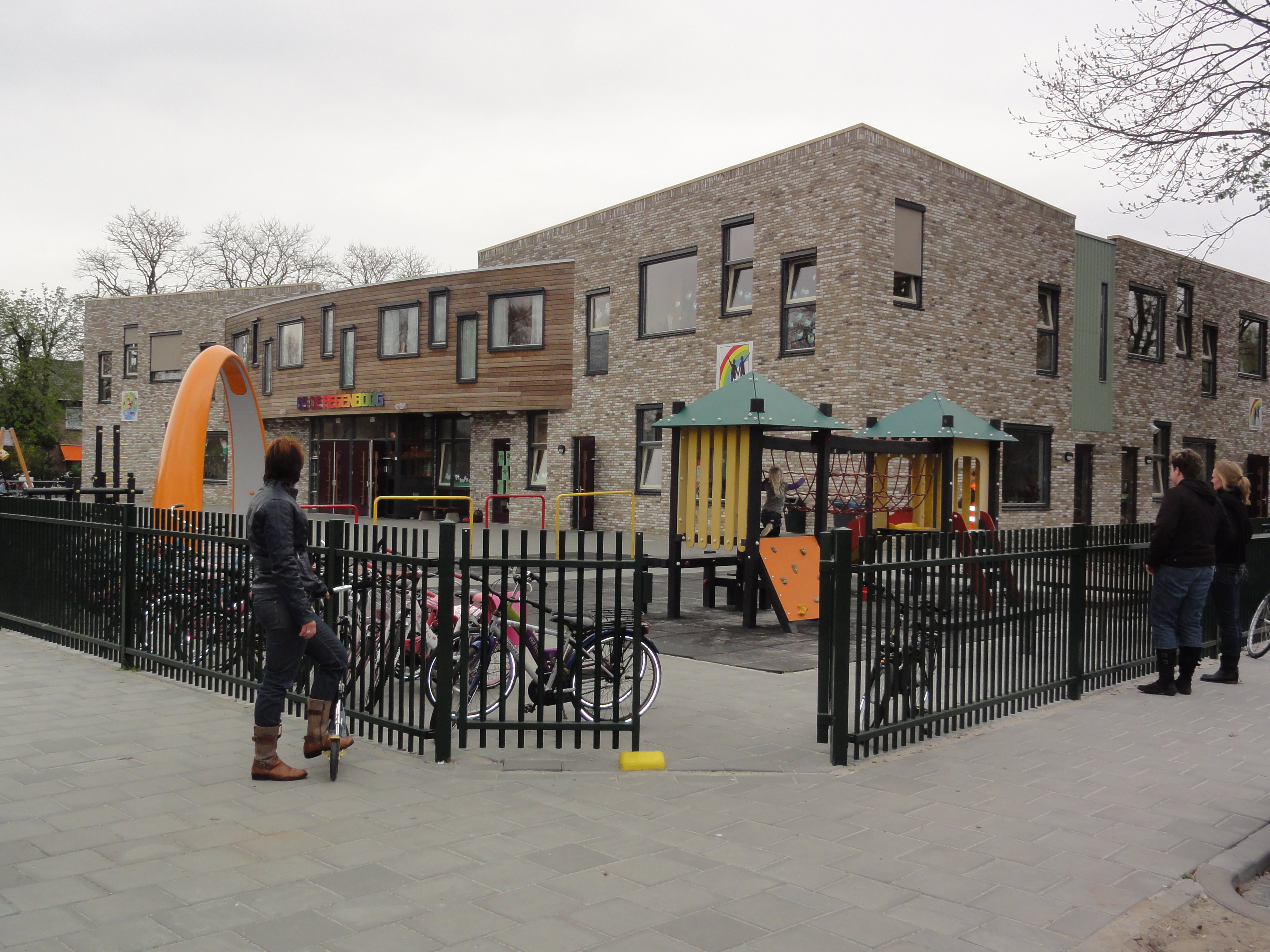
Basisschool De Regenboog, gebouwd in 2010

De overblijfselen van een grafheuvel in de Gaalse Heide tonen aan dat het gebied van Schaijk al bewoond is geweest voordat de Romeinen hier ten tonele verschenen. Pas vanaf ongeveer 1200 is sprake van permanente bewoning. Ontginningen in het gebied tussen de buurtschappen 't Mun en Gaal werden uitgevoerd vanuit zogeheten uithoeven van de Abdij van Berne. Zo ontstond langs de rand van het inundatiegebied van de Beerse Maas een langgerekte buurtschap.
Schadewijk werd voor het eerst vermeld in 1383, en wel in het Mirakelboek van Onze Lieve Vrouw van 's-Hertogenbosch, waarin melding wordt gemaakt van de wonderbaarlijke genezing van Lysbeth, de dochter van Roelof Moliaert, van epilepsie. Zij was afkomstig van Scaeywijc in die prochie van Herpen.

### Land van Herpen
In de 13e eeuw maakte Schaijk deel uit van het zogenaamde Land van Herpen. Tot de stichting van het stadje Ravenstein bleef Herpen de hoofdplaats van deze Heerlijkheid.

### Land van Ravenstein
In 1324 ging de heerlijkheid Herpen in bestuurlijk opzicht behoren tot het Land van Ravenstein onder heerschappij van het Huis van Valkenburg tot en met 1396.
Door kinderloos overlijden van Reinoud van Valkenburg (gehuwd met Elisabeth van Kleef) beleende de hertog van Brabant Adolf van Kleef met Herpen, Ravenstein en Uden waardoor in 1397 het Land van Ravenstein Kleefs territorium werd. Nadien kwam het gebied in 1629 onder Neuburg-Palts. Onder de Neubergers kende het gebied godsdienstvrijheid.
Doordat de aangrenzende gewesten Brabant en Gelderland vanaf 1648 officieel onder de Staten-Generaal vielen, werd het Land van Ravenstein meer en meer als "buitenland" gezien. De godsdienstvrijheid bood katholieken uit Staats-Brabant gelegenheid hier godsdienstoefeningen bij te wonen.

### Franse tijd
In 1796 werd het Land van Ravenstein stilzwijgend bij de Bataafse Republiek ingelijfd. Het was afgelopen met de "status aparte" van het Land van Ravenstein. In 1806 ging dit landje deel uitmaken van het Koninkrijk Holland waarbij Schaijk een zelfstandige gemeente werd. In 1809 bezocht koning Lodewijk Napoleon het Land van Ravenstein. Hij meldde daarna:
"Met leedwezen heeft Z.M. zich overtuigd, dat in het kwartier Ravenstein het geheel bestuur zich in eenen toestand bevindt verre beneden het overige van het rijk."
hierbij verwijzende naar het feit, dat alles in het Land van Ravenstein te veel bij het oude bleef. De staatsgrens tussen de Meierij en het Land van Ravenstein was verdwenen, en daarmee ook de privileges die het oude Land van Ravenstein bezat.

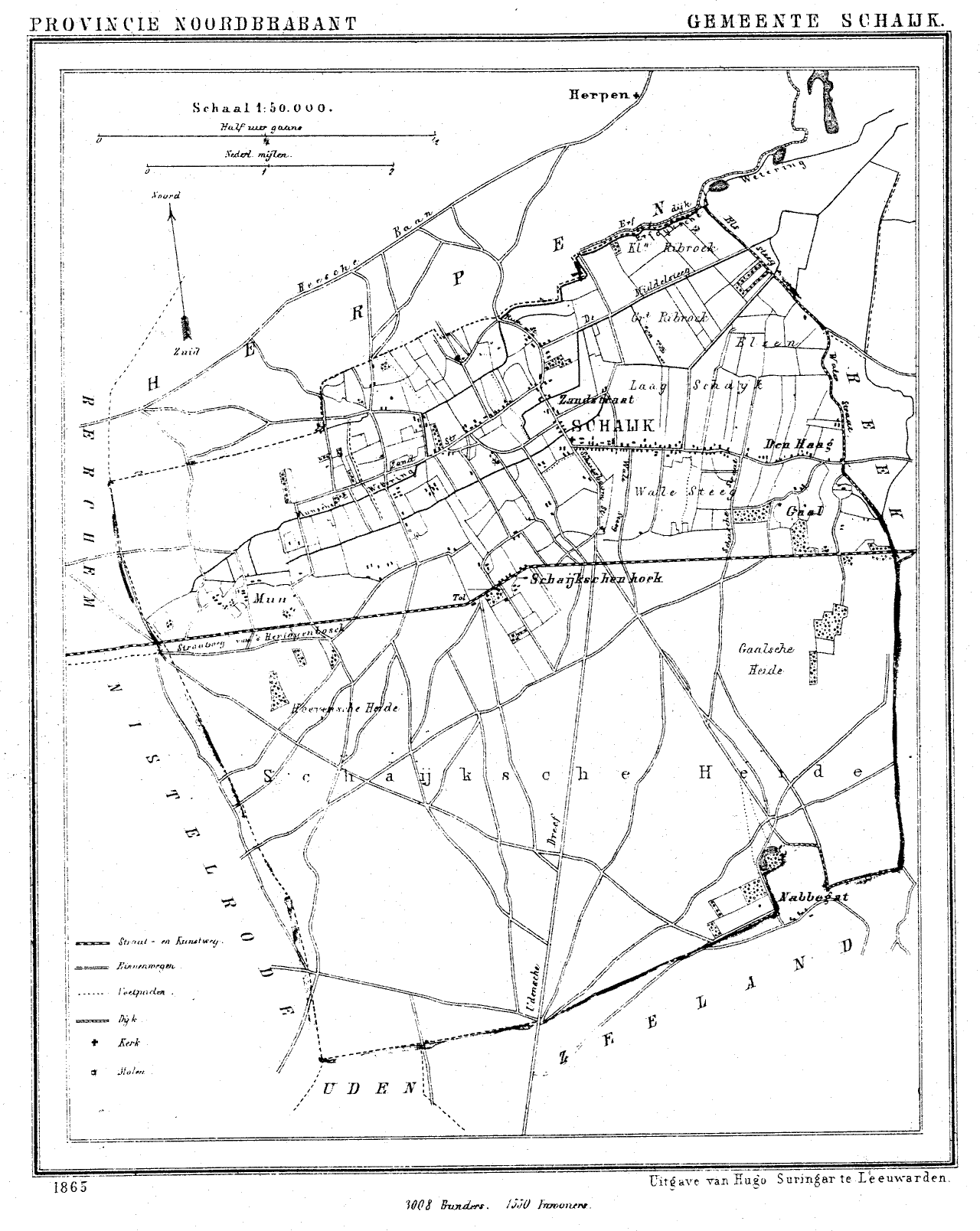
kaart van Schaijk in 1865

### Gemeente Schaijk
Onder de Franse bezetting werd Schaijk een municipaliteit, en bij de oprichting van het Koninkrijk der Nederlanden werd Schaijk een zelfstandige gemeente in de burgerlijke zin. Het telde toen ongeveer 1.300 inwoners. Na een piek van 1.584 in 1861 nam het aantal af, vooral door emigratie. Na een dieptepunt in 1900 nam de bevolking snel toe, tot 2.039 in 1931. In 1942 werd de toenmalige gemeente Reek toegevoegd. De nieuwe gemeente passeerde 23 december 1949 de grens van 4.000 inwoners en in 1965 die van 5.000 inwoners. De gemeente Schaijk had al 7.800 inwoners toen zij op 1 januari 1994 werd samengevoegd met de gemeente Zeeland tot de nieuwe gemeente Landerd. Het gemeentehuis van de gemeente Schaijk was tot 1983 gevestigd in het huidige raadhuis van de gemeente Landerd aan de Pastoor van Winkelstraat. Van 1984 tot 1994 was het gemeentehuis gevestigd aan het Europaplein.
- Zie ook: Lijst van burgemeesters van Schaijk

### Kerkelijke geschiedenis
In 1421 werd voor het eerst melding gemaakt van een kapel in Schadewijk. De opmerking noviter fundata in het betreffende document doet vermoeden dat de kapel nog niet lang daarvoor was opgericht. Ze was gewijd aan de heilige Cornelius en Hubertus en was afhankelijk van de parochie van Herpen.
Reeds in een vroeg stadium, waarschijnlijk iets vóór 1500, werd een lage toren gebouwd die deels nog de kern van de huidige, neogotisch ommantelde, toren vormt. In 1531 kwam er zelfs een klokkentoren. In 1607 werd een eigen parochie gevormd die onafhankelijk fungeerde van de moederkerk te Herpen.
De kerk werd voortdurend vergroot, vooral in 1728 vonden belangrijke uitbreidingen plaats. Uiteindelijk werd in 1827 een waterstaatskerk gebouwd die tot 1902 dienst zou doen. Met de bouw van de huidige, neogotische Antonius Abtkerk werd begonnen van 1894-1896. Ze werd in twee fasen gebouwd en de tweede fase liep van 1901-1902, waarna de kerk gereed was en de waterstaatskerk niet meer bestond.
Het Sint-Jozefgesticht was het Klooster van de Zusters van JMJ uit 's-Hertogenbosch, dat als zodanig dienst heeft gedaan van 1890-1960, en eveneens ontworpen is door Petrus Stornebrink. De zusters gaven onderwijs aan meisjes en verzorgden bejaarden. In 1970 werd het complex gesloopt. Pas in 1968 kwam er weer gemengd onderwijs (jongens en meisjes samen) in Schaijk.
Eeuwenlang hebben processies door Schaijk getrokken. Het Land van Ravenstein kende geen processieverbod. Op Sacramentsdag - de grote feestdag van Schaijk - kwamen de mensen uit de verre omtrek om de processie te zien. Dagen tevoren werd gewerkt aan hagen en sloten en vooral aan het egaIiseren en stofvrij maken van de Bossestraat, die alleen op deze dag begaanbaar was. Bij de kerk, in de Runstraat, Zandstraat en Bossestraat stonden erebogen en de bewoners versierden hun huizen.

## Bezienswaardigheden
- Nooit Gedacht, een windmolenrestant uit 1858, aan de Kleingaalseweg 11-13; deze staat op de rijksmonumentenlijst
- De Antonius Abtkerk. De thans bestaande kerk is in 1902 voltooid na een grondige vergroting (aanpassing) van het hele gebouw door de architect Petrus Stornebrink.[4] De kerk is in 1967 enigszins gewijzigd, en restauraties van de toren vonden plaats in 1974 en 1997. Er staat een klein koororgel uit 1754 van Matthijs van Deventer dat honderd jaar later door F.C. Smits is verbouwd. Het is afkomstig uit de Sint-Vincentiuskerk (Velp) en bevindt zich sinds 1971 in Schaijk. Het staat op de rijksmonumentenlijst. De kerk herbergt ook een middeleeuws missiekruis.
- De pastorie in Schaijk is gebouwd in 1865 en staat op de rijksmonumentenlijst.
- Het Heilig Hartbeeld dateert van 1925.
- Molen de De Onderneming, afgebrand op 19 november 1971, en later niet-maalvaardig gerestaureerd.
- Woonhuis van architect Jan de Jong. Dit huis wordt gezien als het hoogtepunt van de Bossche School. In zijn testament heeft de Jong aangegeven dat zijn huis behouden diende te worden als toonbeeld van de architectuur van de Bossche School en dat het huis ten dienste zou moeten staan voor de verdere ontwikkeling van deze bouwstijl. Het gebouw werd geklasseerd als gemeentelijk monument door de gemeente Landerd. Op 9 maart 2017 maakte de Vereniging Hendrick de Keyser bekend het huis te hebben verworven. Op 21 februari 2018 heeft het Jan de Jonghuis de status van Rijksmonument verkregen.

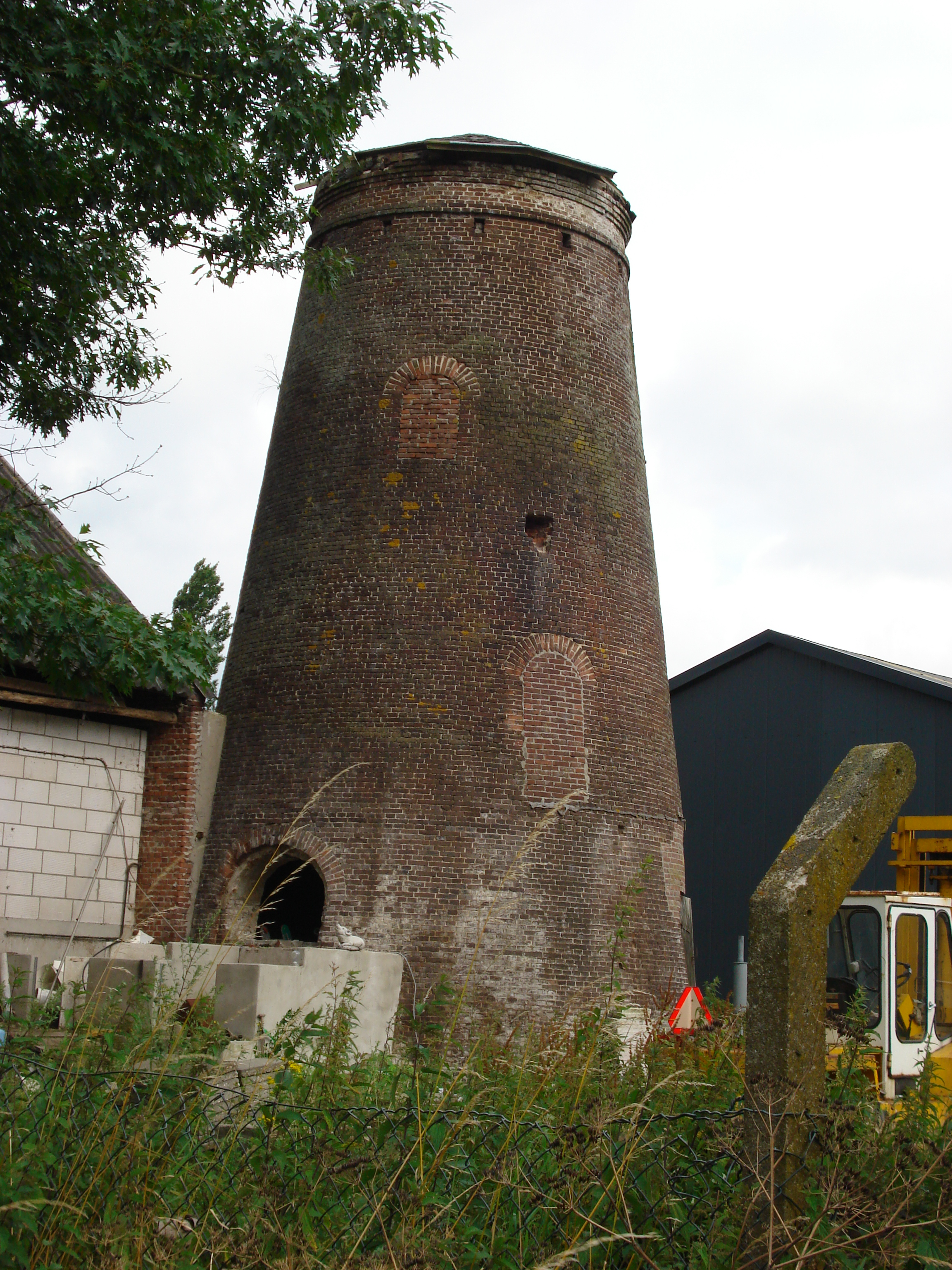
Molenromp Nooitgedacht, rijksmonument
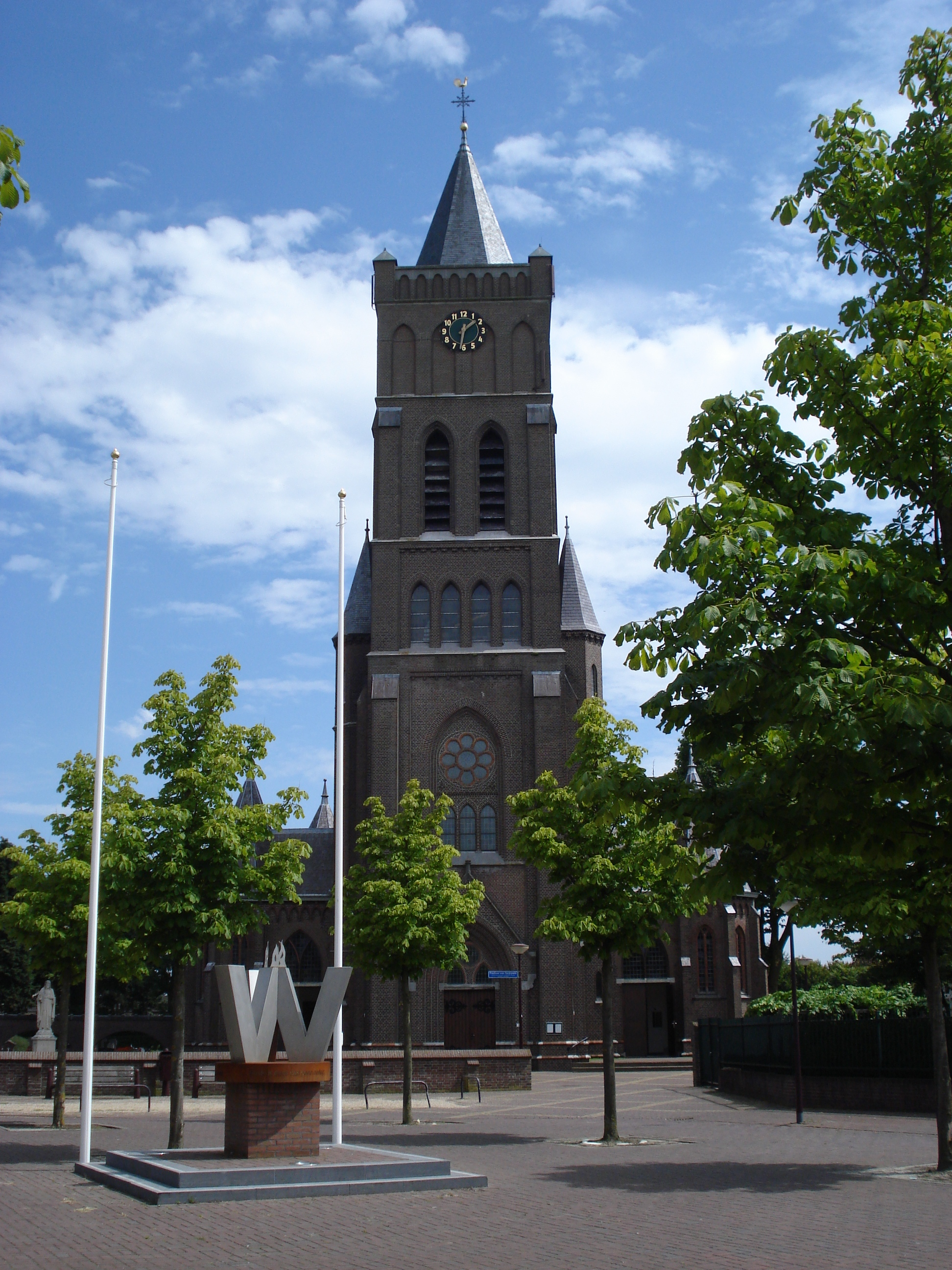
Antonius Abtkerk
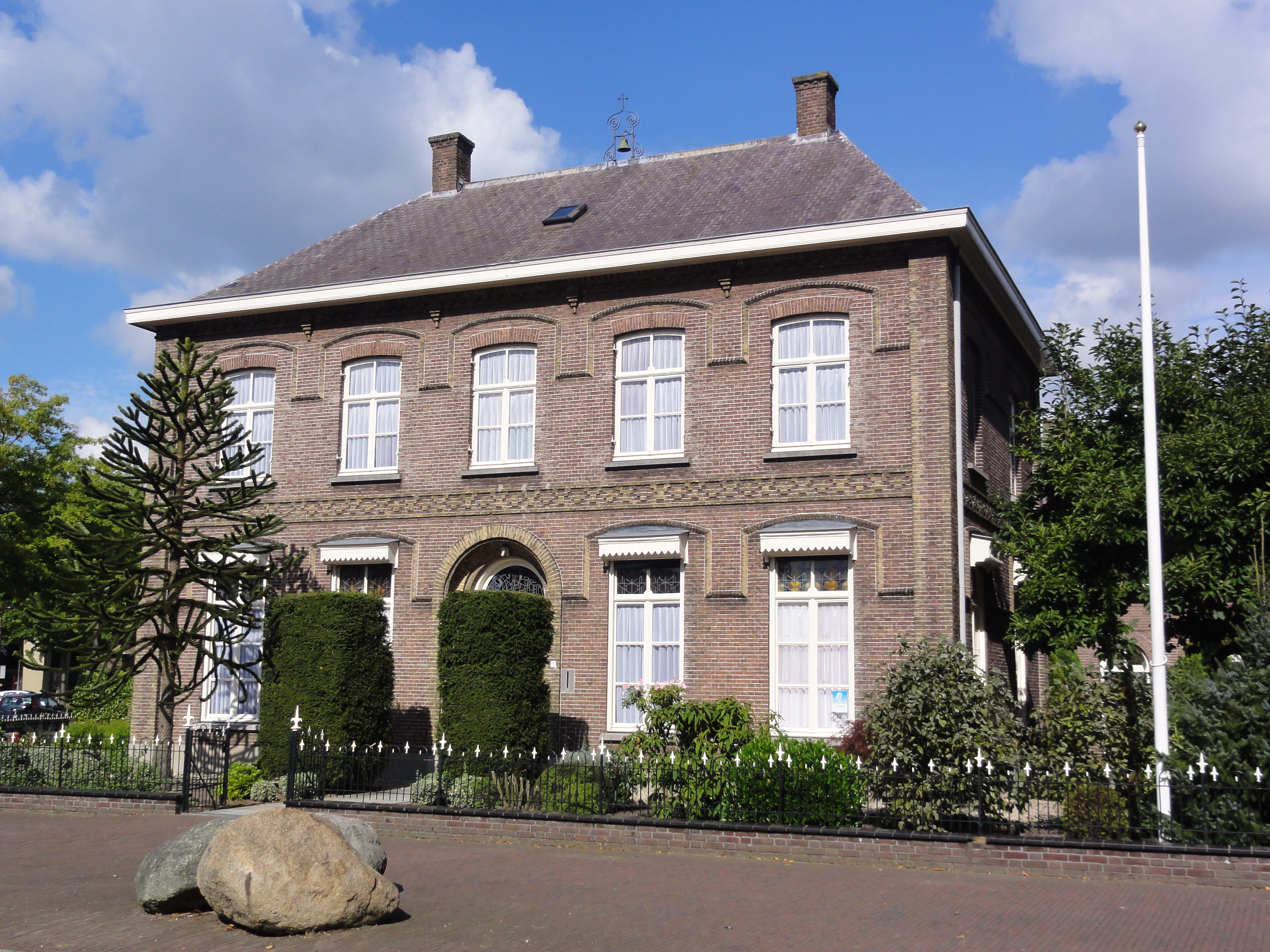
Pastorie
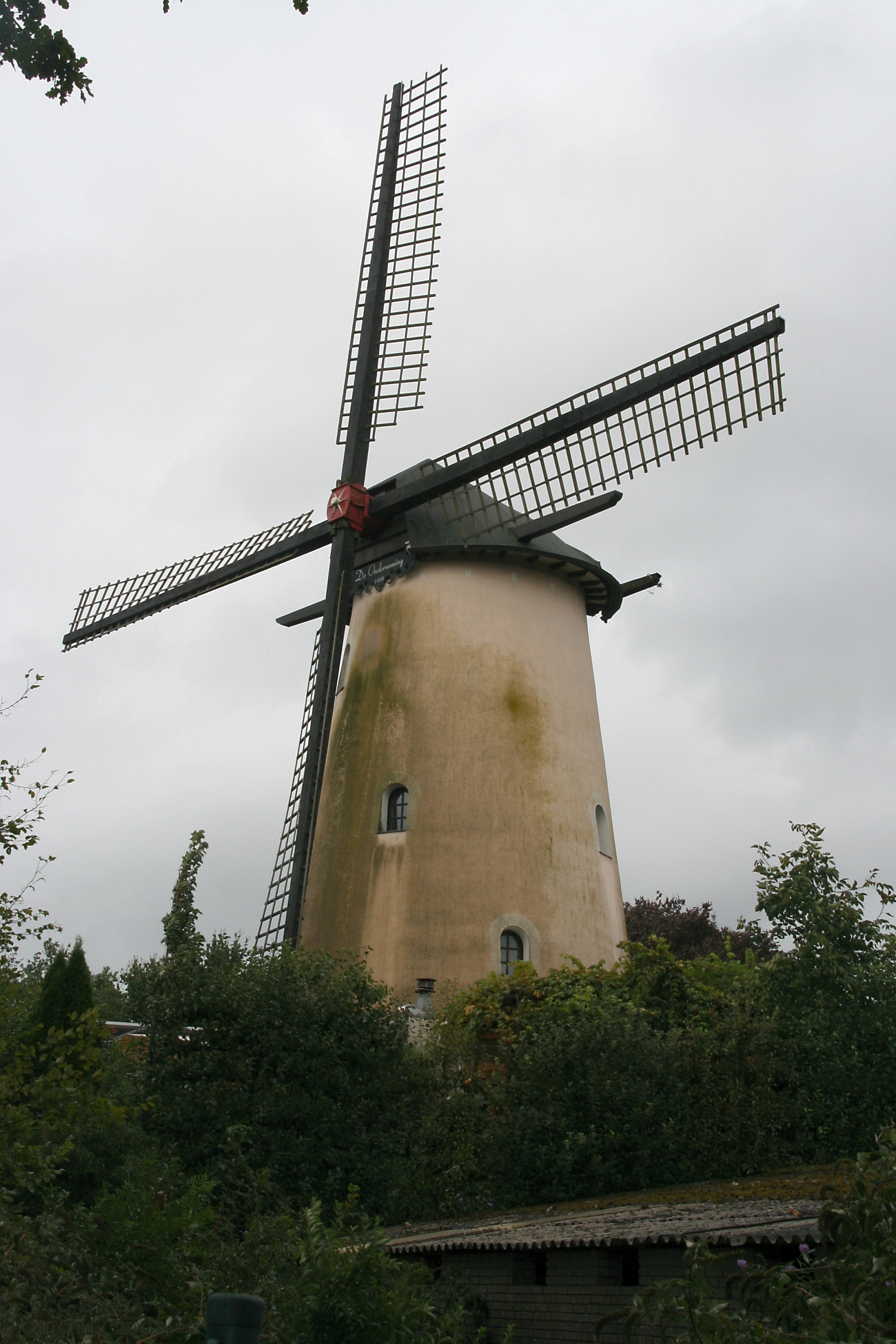
Molen De Onderneming
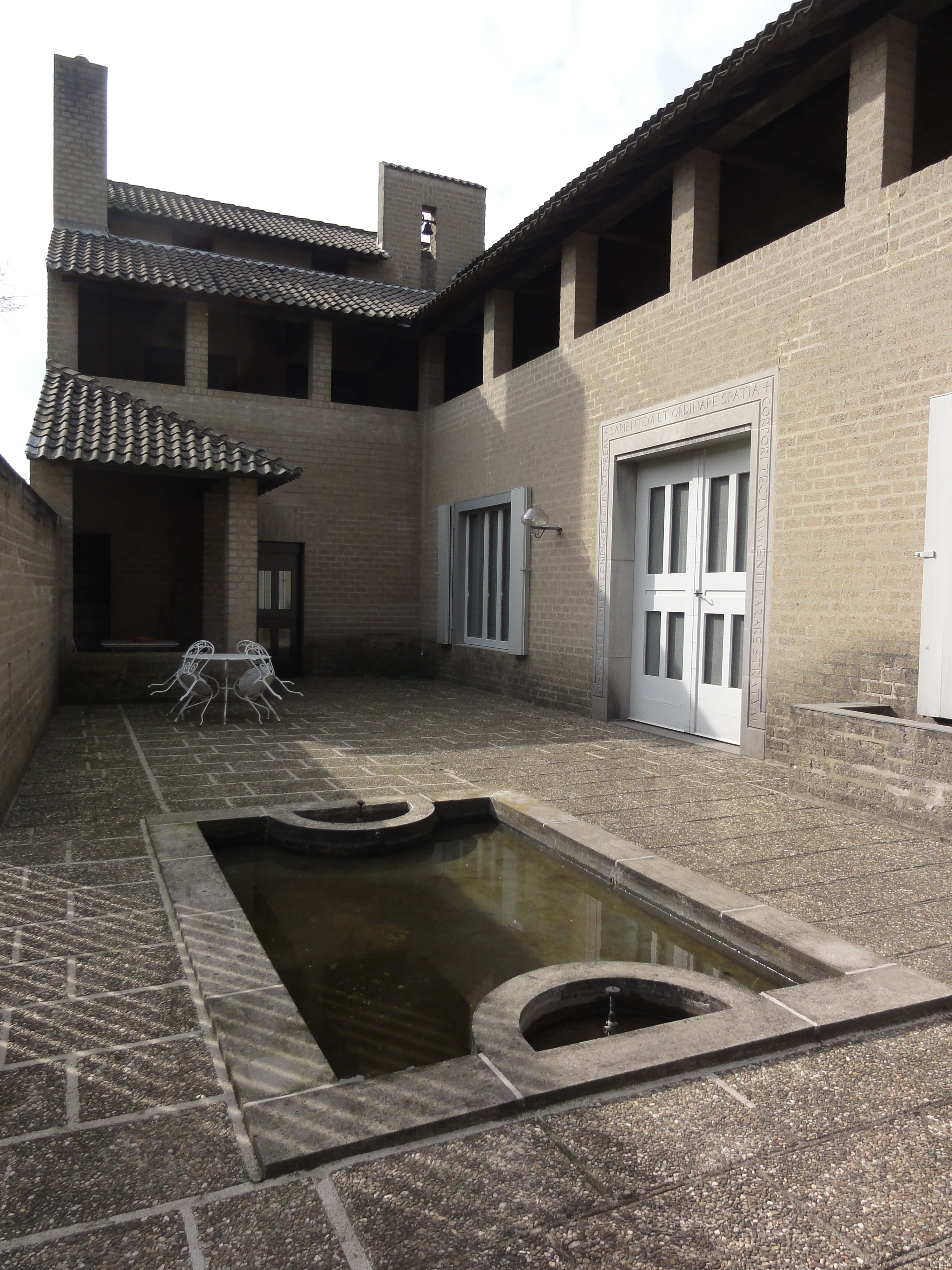
De binnenplaats van het Jan de Jonghuis in Schaijk, rijksmonument
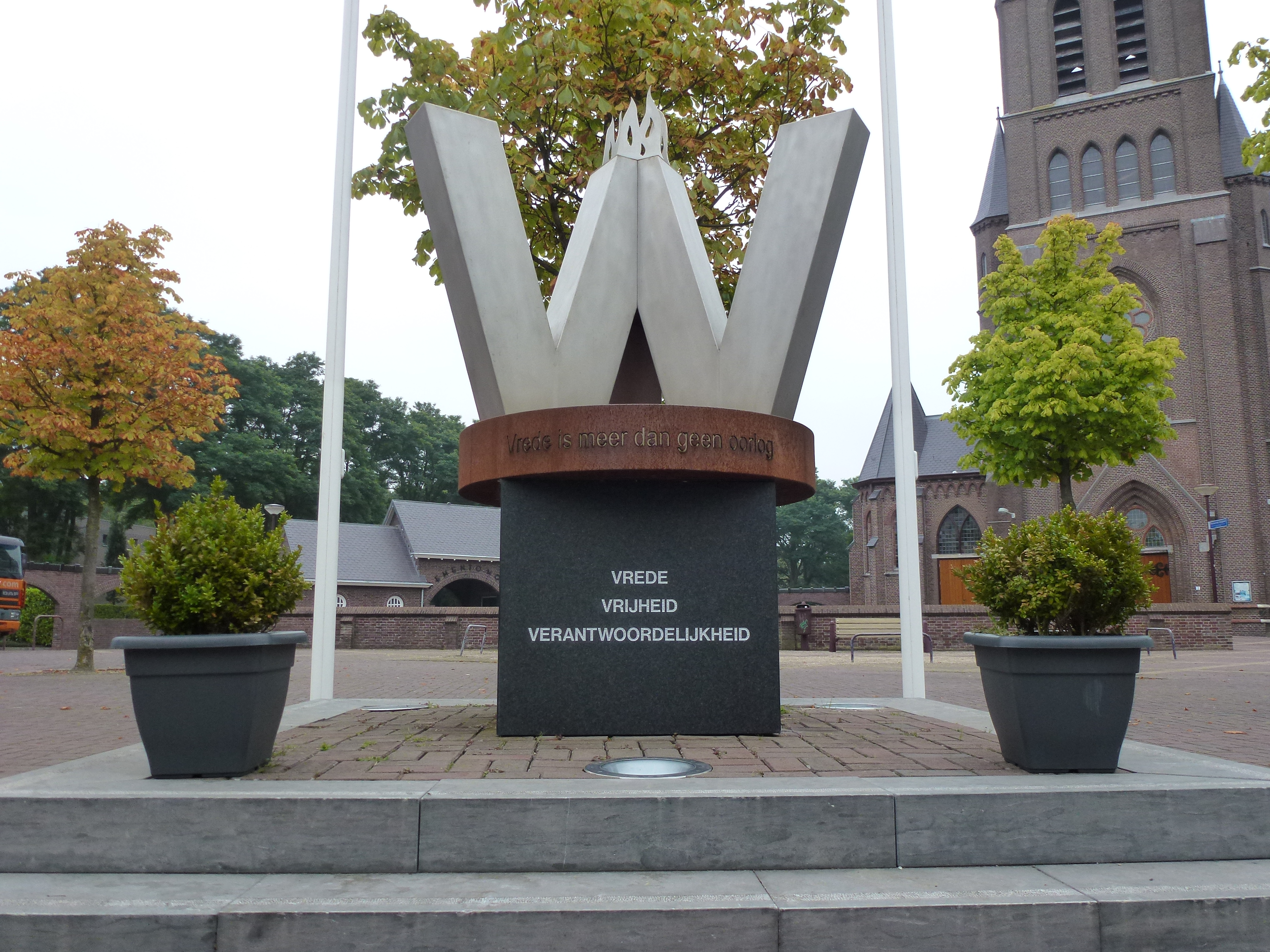
Monument voor Vrede, Vrijheid en Verantwoordelijkheid
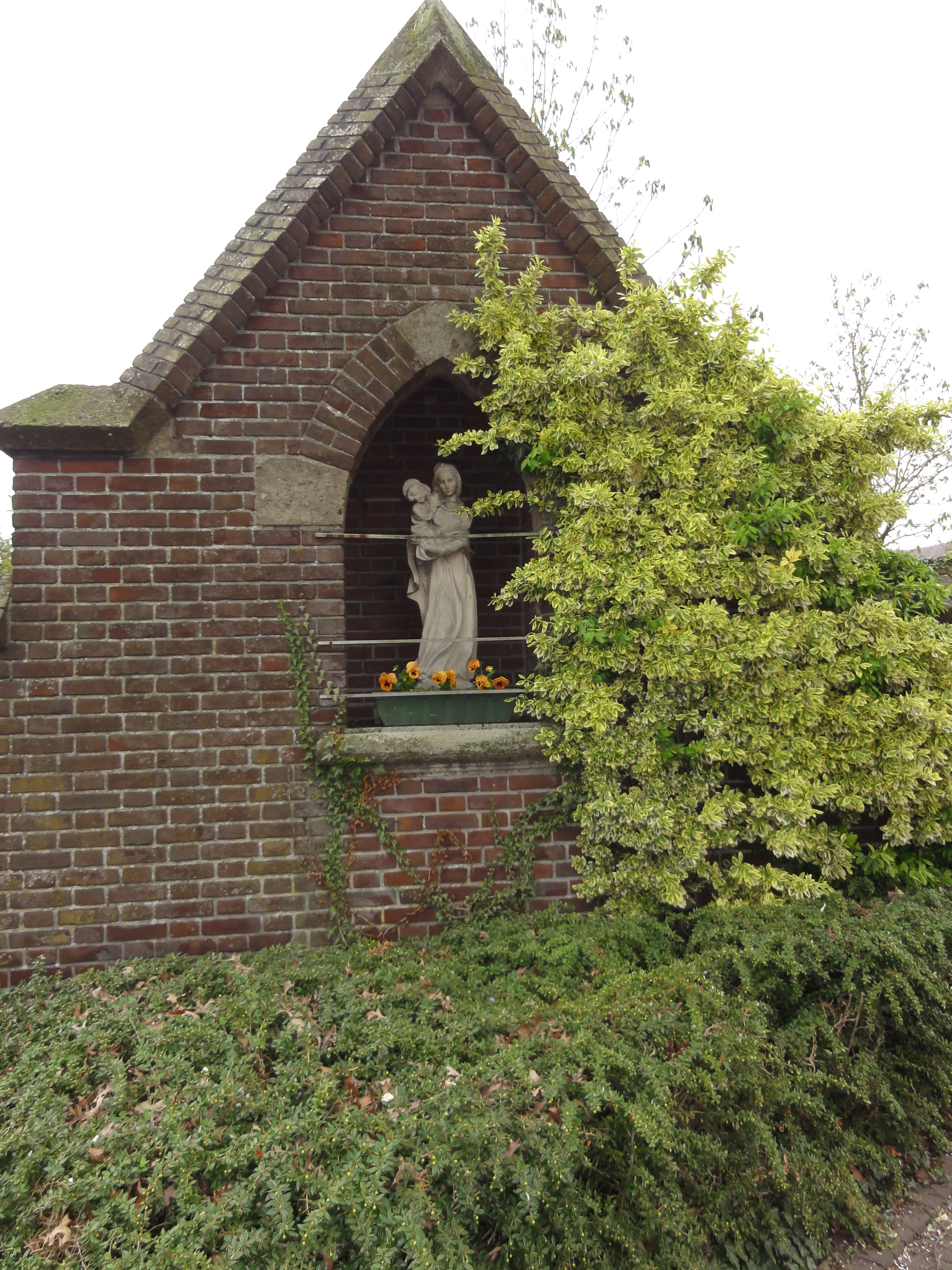
Mariakapelletje dicht bij kerkplein

## Natuur en landschap
Schaijk ligt aan de noordrand van het pleistoceen deel van Noord-Brabant: in het noordoosten stroomde vroeger de Maas in een scherpe bocht om Herpen heen. Het laaggelegen Groot Rietbroek gaat over in de Traverse van de Beerse Overlaat en is een rivierkleigebied.
In het zuiden ligt een langgerekte dekzandrug in oost-westrichting, waarop een aantal aaneengesloten natuurgebieden te vinden zijn: Reekse Heide, Mineursberg, Gaalse Heide en Schaijkse Heide. Het laatste maakt deel uit van het Landschapspark Maashorst.
De Munse Wetering, die van west naar oost stroomt, wordt ten westen van Schaijk omringd door kleinschalige percelen. De waterloop stroomt vanaf Schaijk naar het noordoosten en komt uit in de Hertogswetering.
Ten noorden van dit gebied liggen de Herpse Bossen, ook bekend als Herperduin. Dit is een voormalig stuifzandgebied.

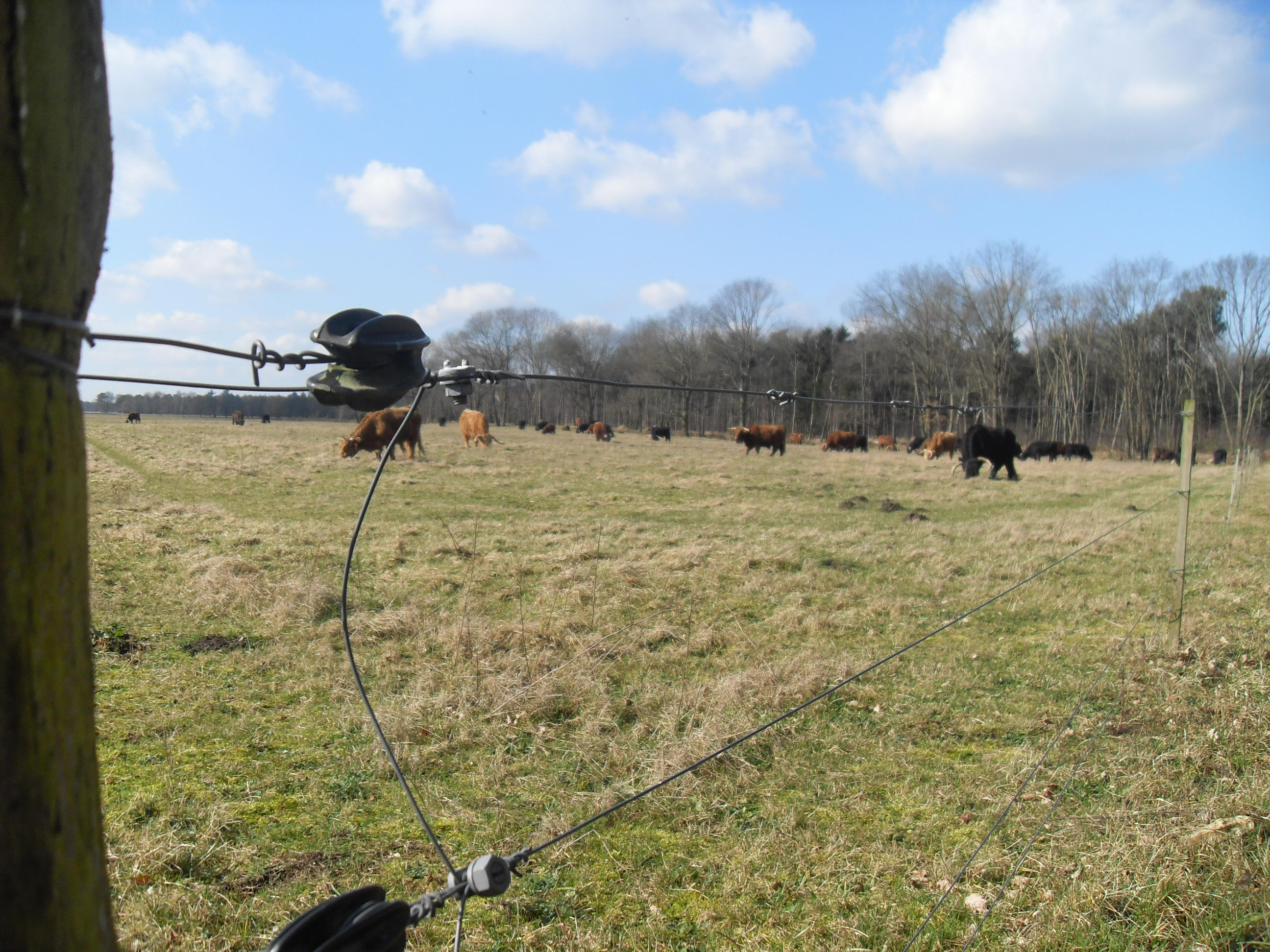
Schaijkse Heide, nabij de Voskampweg
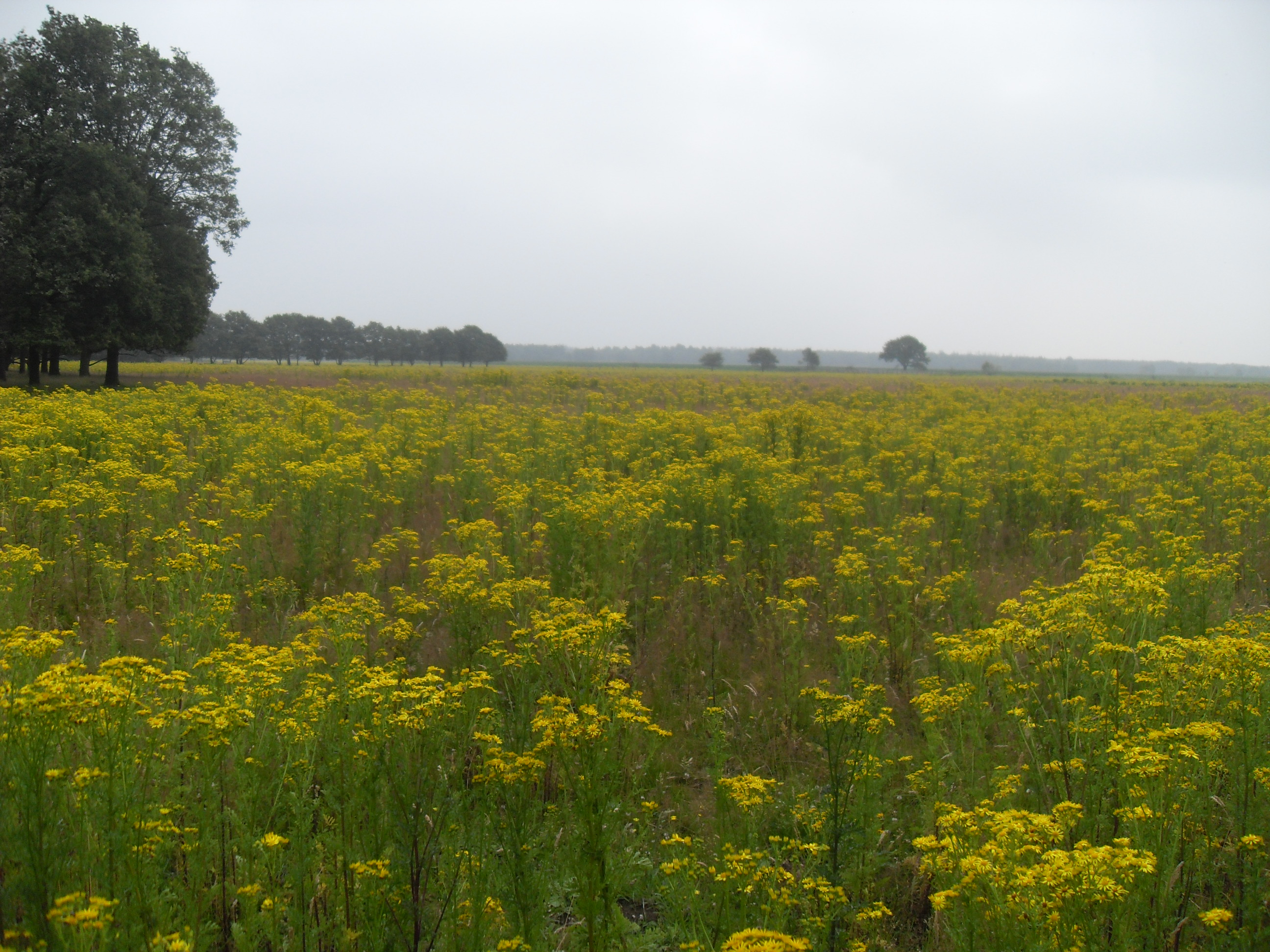
Schaijkse Heide
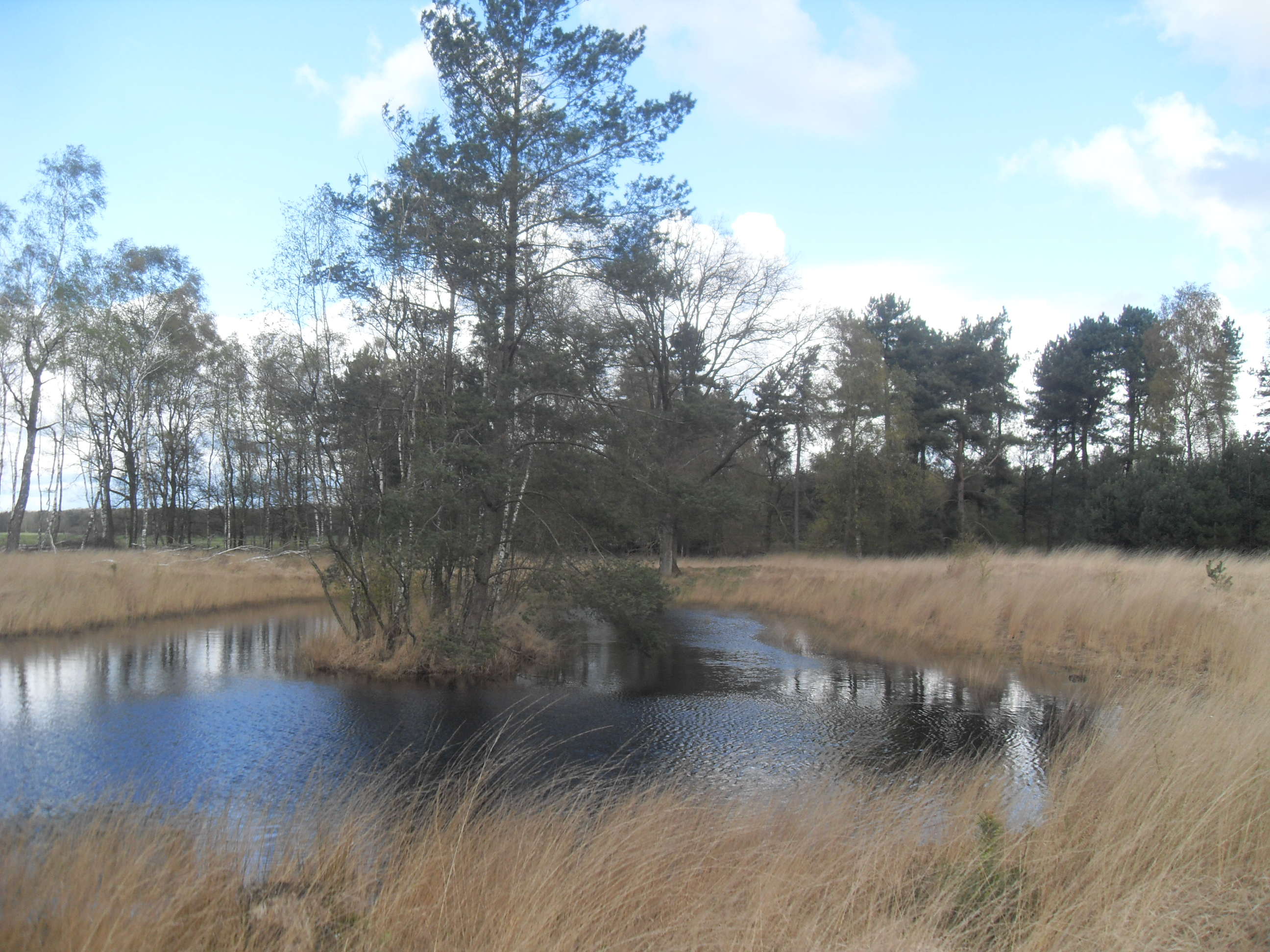
Schaijkse Heide, nabij de Palmstraat
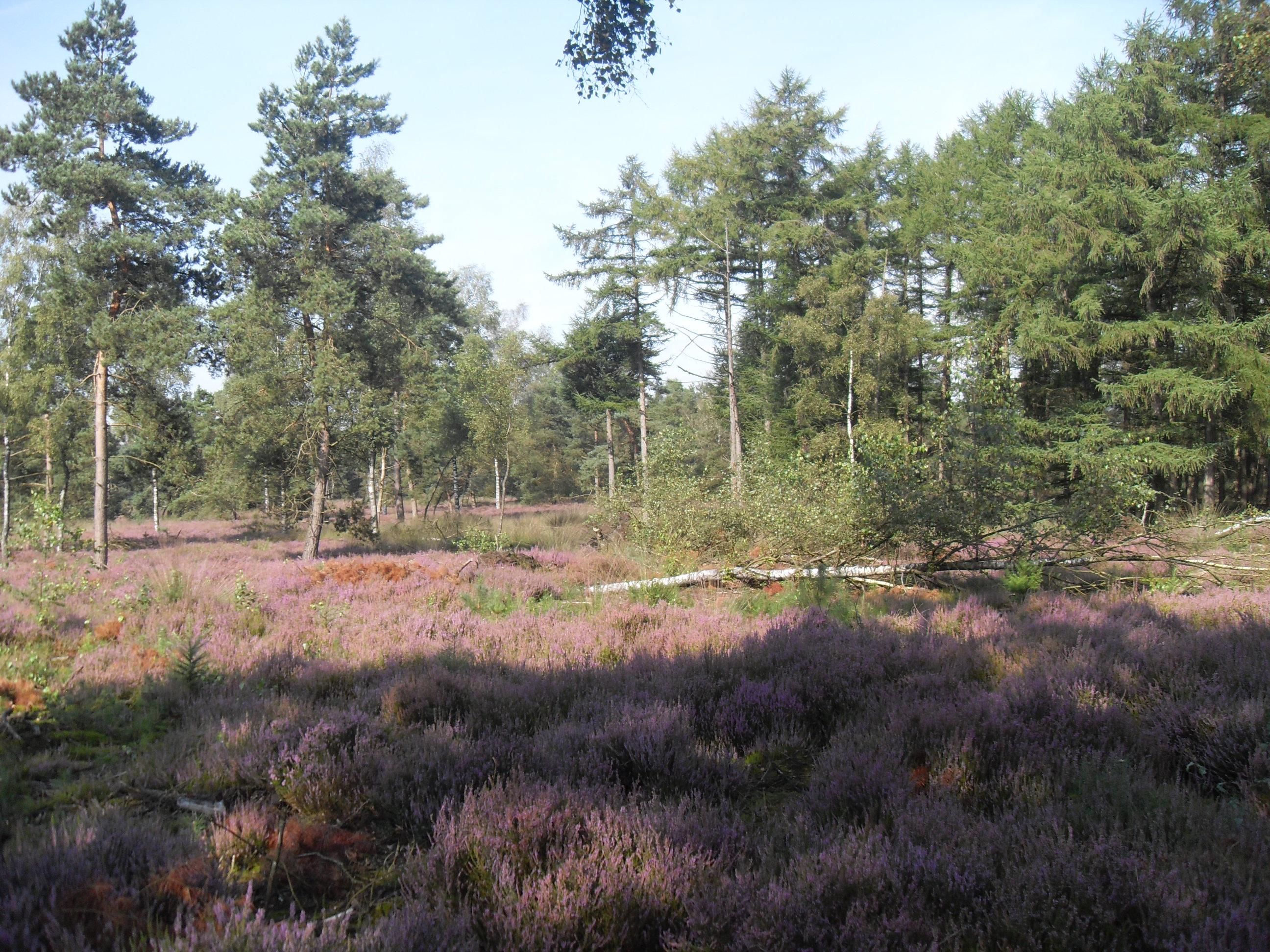
Schaijkse Heide, nabij de Palmstraat
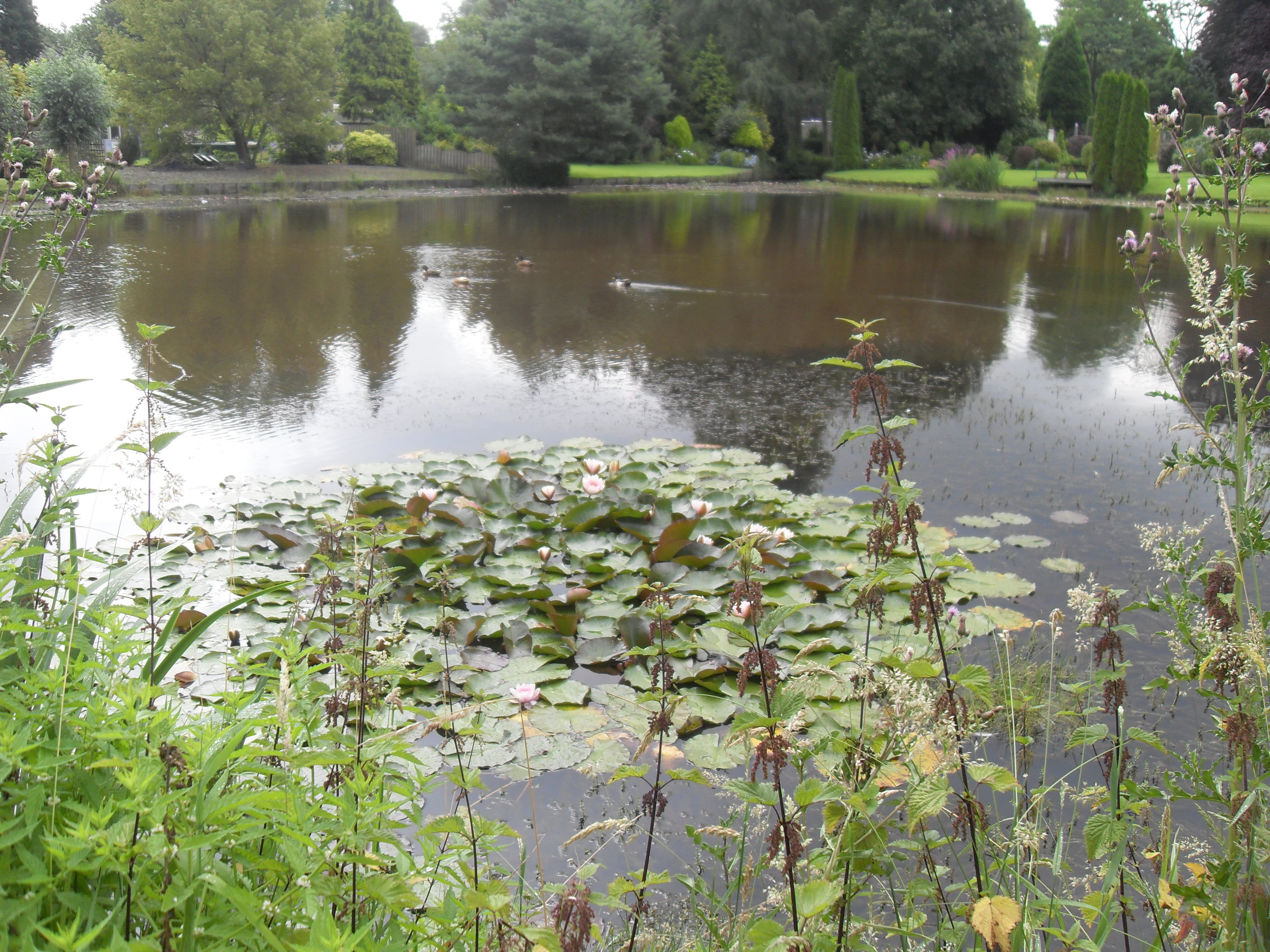
Visvijver aan de Baansteen

## Cultuur

### Carnaval
Opgericht in 1958, is carnaval met zo'n 80 clubs en clubjes niet meer weg te denken in het 'Moesland', wat de naam is van Schaijk tijdens carnaval.
Naast carnaval is Schaijk ook in de lente en de zomer actief. Zo is er in april een braderie en in de zomer een midzomerfestival. De braderie is een van de eerste in de omgeving, die van "Effe noar Geffe" in Geffen (eerste zondag van september) is zo ongeveer de laatste.

### Streekproducten
- Het Autarkia Shiitake-bier en de Shiitakes van de ambachtelijk-biologische Shiitake-kwekerij Autarkia.[5]

## Toeristisch Platform
In 2002 werd het Toeristisch Platform in het leven geroepen in Landerd. Het platform heeft tot nu toe (mei 2006) een wandelknooppuntensysteem gerealiseerd en werkt momenteel aan een toeristische bewegwijzering. Men is ook bezig met een eigen promotiemascotte Docus de Das.

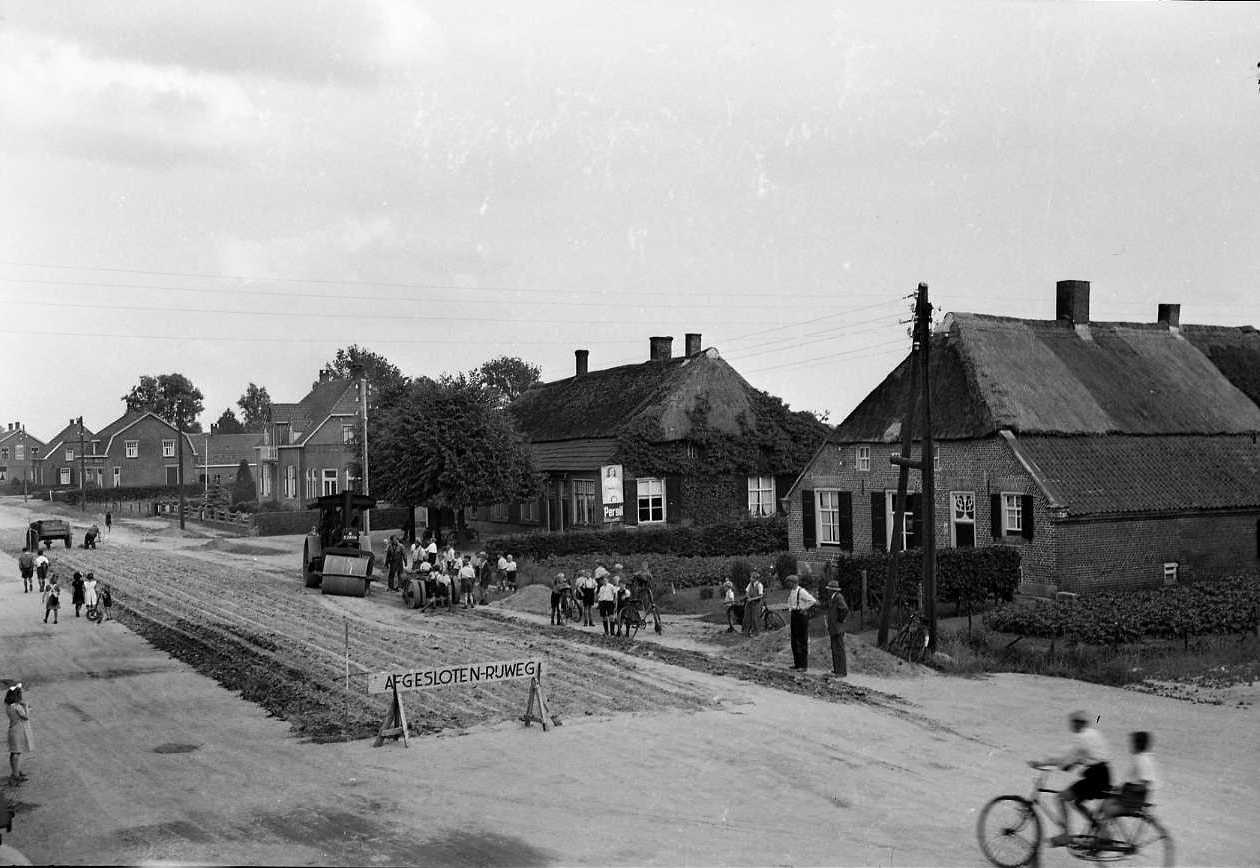
Schaijk ca. 1953, verharding Tuinstraat (nu Pastoor van Winkelstraat). De twee boerderijen rechts zijn verdwenen, daarnaast de nog bestaande voormalige burgemeesterswoning

## Bevolkingsontwikkeling
| Jaar* | Inwoners |
| ----- | -------- |
| 1995  | 6.500    |
| 1997  | 6.480    |
| 1999  | 6.660    |
| 2000  | 6.740    |
| 2001  | 6.740    |
| 2002  | 6.810    |
| 2003  | 6.930    |
| 2004  | 6.990    |

| Jaar* | Inwoners |
| ----- | -------- |
| 2005  | 7.020    |
| 2006  | 6.890    |
| 2007  | 6.830    |
| 2008  | 6.910    |
| 2009  | 6.890    |
| 2010  | 6.855    |
| 2011  | 6.879    |
| 2012  | 6.950    |

| Jaar* | Inwoners |
| ----- | -------- |
| 2013  | 7.003    |
| 2014  | 7.033    |
| 2015  | 7.026    |
| 2016  | 7.019    |
| 2017  | 6.984    |
| 2018  | 6.987    |
| 2019  | 7.082    |
| 2020  | 7.252    |

| Jaar* | Inwoners |
| ----- | -------- |
| 2021  | 7.315    |
| 2022  | 7.370    |
| 2023  | 7.360    |

* Het aantal inwoners op 1 januari. De cijfers zijn tot en met het jaar 2009 aselect afgerond op tientallen. Voor het jaar 2010 zijn ze aselect afgerond op vijftallen. Vanaf 2011 zijn de cijfers niet afgerond.

## Verenigingen
| Sport       | Faciliteiten                                           | Vereniging/aanbieder            |
| ----------- | ------------------------------------------------------ | ------------------------------- |
| Voetbal     | 5 voetbalvelden 3 korfbalvelden (Sportpark D'n Heuvel) | RKSV DAW                        |
| Korfbal     | 5 voetbalvelden 3 korfbalvelden (Sportpark D'n Heuvel) | RKSV DAW                        |
| Tennis      | 8 kunstgrasbanen                                       | De Witte Schare                 |
| Padel       | 2 padelbanen                                           | De Witte Schare                 |
| Tafeltennis | Jeugd- en Jongerencentrum De Piramide                  | TTV Revanche                    |
| Fitness     | Fitnesscentrum                                         | Fitcentre Schaijk (commercieel) |
| Squash      | 1 squashbaan                                           | Fitcentre Schaijk (commercieel) |

- Badmintonvereniging De Klapper (opgericht in 1977)
- Biljartvereniging De Zwaan
- Handboogschutterij De Vriendenkring 1897 (opgericht in 1897)
- Hondenvereniging Nieuw Schaijk
- Jeu de Boulesclub Le Jeteur (opgericht in 1996)
- Koor Schalmei (opgericht in 1980)
- Koor: Landerds Smartlappenkoor "Tiona" (Thuis Is Ook Niet Alles) (opgericht in 2001)
- Menvereniging De Bosruiters (opgericht in 1999)[6]
- Motor en Autoclub 'M.A.C. St. Christoffel' (opgericht in 1955)
- Muziekvereniging Concordia (opgericht in 1910)
- Rijvereniging St. George (opgericht in 1931)[7]
- Schietvereniging svv Diana '69 (opgericht in 1969)
- Schildervereniging Schaijkse Amateur Schilders (opgericht in 1992)
- Scouting Schaijk (opgericht in 1959)
- Tafeltennisvereniging Revanche ((her)opgericht in 1983; eerder opgericht in 1974)
- Tennis- en padelvereniging De Witte Schare (opgericht in 1974, padelaanbod vanaf 2020)
- Toerwielerclub Ons Verzet (opgericht in 1974)
- Toneelvereniging Kunst Adelt ((her)opgericht in 1974)
- Turnvereniging Sportief (van oorsprong een Osse vereniging, die in 2014 ook in Schaijk is begonnen)
- Voetbal- en korfbalvereniging RKSV DAW (opgericht in 1939)
- Volksdansclub Vrouwen in Schaijk actief (opgericht in 2019)
- Volkstuinvereniging 't Spitje (opgericht in 1981)
- Volleybalvereniging Peter Peters TSR (opgericht in 1972; t/m 1989 bekend als „Torpedo Schaijk - Reek”, van 1990-1998 bekend als „Grafiset/TSR”)
- Wandelsportvereniging Ons Genoegen Schaijk (opgericht in 1955)

Voormalige verenigingen
- Biljartvereniging De Raaf
- Biljartvereniging Nieuw Schaijk
- Dameskorfbalvereniging EMOS “Eendracht Maakt Ons Sterk” (opgericht in 1966; in 2017 gefuseerd met voetbalvereniging „RKSV DAW” tot „Sportvereniging DAW Schaijk”)
- Jong Nederland (opgericht in 1960, in 1978 gefuseerd met „Scouting Schaijk” tot „Scouting Schaijk”)
- Judoclub Chiisai (opgeheven in 2017)[8]
- Ponyclub de Schaijkse Bosruitertjes (1972-2015?)
- Schutterij “Het Sint Antonius gilde” (opgeheven in 1886)
- Volleybalvereniging Schavot (opgericht in 1964; in 1972 gefuseerd met „Amicitia” uit Reek tot „Torpedo Schaijk - Reek”)
- Vogelvereniging 'De Vogelvriend' (opgericht in 1962, opgeheven in 2023)

## Geboren in Schaijk
- René Danen (1967), politicus
- Adaro (1980), DJ
- Edwin Boot (1982), voetbalscheidsrechter
- Erik van der Ven (1984), voetballer
- Brahim Zaari (1989), voetballer
- Joey Konings (1998), voetballer
- Inge van der Heijden (1999), wielrenster

## Woonachtig geweest in Schaijk
- Bart Brentjens (1968), mountainbiker
- Jan de Jong (1917-2001), architect
- Gert-Jan Theunisse (1963), voormalig wielrenner

## Trivia
- In 1978 is de voormalige gemeente Schaijk een jumelage aangegaan met de gemeente Kirchberg (Rijnland-Palts). Met de opheffing van de gemeente Schaijk in 1994 is de vriendschapsband beëindigd.

## Aangrenzende plaatsen
| Aangrenzende plaatsen | Aangrenzende plaatsen | Aangrenzende plaatsen | Aangrenzende plaatsen | Aangrenzende plaatsen |
| --------------------- | --------------------- | --------------------- | --------------------- | --------------------- |
| Berghem               |                       | Koolwijk, Herpen      |                       |                       |
|                       |                       |                       |                       |                       |
|                       | Reek                  |                       |                       |                       |
|                       |                       |                       |                       |                       |
| Nistelrode            |                       | Uden                  |                       | Zeeland               |

## Nabijgelegen kernen
Herpen (3,5 km), Koolwijk, (3,5 km), Reek, (4 km), Overlangel (5,5 km), Huisseling (6 km), Berghem (7 km), Ravenstein (7 km), Zeeland (7,5 km), Velp (7,5 km), Deursen en Dennenburg (7,5 km), Neerloon (7,5 km), Nistelrode (8 km), Keent (8 km), Haren (9 km), Heesch (9,5 km), Grave (10 km), Oss (10 km).